# Мамукас, Андреас
Андреас Мамукас (греч. Ανδρέας Ζ. Μάμουκας; Хиос 1801 г. — Афины 1884 г.) — участник Освободительной войны Греции 1821—1829 годов, писатель и государственный деятель.

## Биография
Мамукас родился на острове Хиос в 1801 году. Принял участие в Греческой революции 1821 года. Во время резни, учинённой турками на острове (Хиосская резня) попал в плен, но бежал. Своё свидетельство о турецкой резне и участия в ней евреев Смирны (Измир) Мамукас отразил в своих последующих трудах (см. работы: «Свидетельство о Хиосской резне»). Адмирал Миаулис Андреас-Вокос назначил спасённого Мамукаса секретарём на флот острова Спеце. С прибытием в Грецию правителя Иоанна Каподистрия, в 1828 году Мамукас стал государственным советником. Во время экспедиции октября 1827 года — марта 1828 года под командованием французского филэллина Фавье, Шарль Николя на Хиос, с целью отвоевать остров, Мамукас оставил свою должность чтобы принять в ней участие и вернулся к своей должности после неудачного исхода экспедиции. В 1834 году он получил назначение в Министерство церковных дел.
В 1837 году он стал советником по церковным делам при министерстве. Впоследствии, совмещая работу в министерстве, Мамукас периодически работал в архиве Священного Синода.
Мамукас был также избран членом парламента от острова Сирос в 1847 году..
Среди множества работ Мамукаса выделяются его свидетельства о Освободительной войне 1821—1829 годов. и работы архивного характера. Его 11 томов «Архивных документов возрождённой Греции» вероятно единственный источник документов конгрессов и правительств периода 1821—1829 годов. Умер Мамукас в Афинах в 1884 году.

## Работы
- Биография Афанасия Паросского — Βιογραφία του Αθανασίου του Πάριου[7]
- Свидетельство о Хиосской резне — «Παράγραφος γραφής ενός Χιώτη Α. Προς τον φίλο του Ν.», 31η Οκτωβρίου 1822[8]
- Монастырское управление — Τα Μοναστηριακά, ήτοι οδηγίαι, νόμοι, Βασιλικά διατάγματα, Συνοδικαί και υπουργικαί εγκύκλιοι, περί της διοικήσεως των εν τη Ελλάδι μοναστηρίων και περί της διαχειρίσεως της περιουσίας αυτών
- 5 томов уроков для семинарий — «Εγκύκλια μαθήματα δια τας ιερατικάς σχολάς», οι πέντε πρώτοι τόμοι[3]
- 11 томов архивных документов возрождённой Греции — «Τα κατά την αναγέννησιν της Ελλάδος» «Ήτοι, συλλογή των περί την αναγεννώμενην Ελλάδα συνταχθέντων πολιτευμάτων, νόμων και άλλων επισήμων πράξεων από του 1821 μέχρι του 1832», Ανδρέου Ζ. Μάμουκα, Τόμος Α'-IA', Πειραιάς, Τυπογραφία Ηλίου Χριστοφίδου, Η αγαθή τύχη, 1839
- Политическая Конституция Греции — 4-й Национальный Конгресс — Πολιτικόν Σύνταγμα της Ελλάδος κατά την Ε'. Εθνικήν Συνέλευσιν /εκδιδόμενον νυν το πρώτον υπό Ανδρέου Ζ. Μάμουκα, 1843
- Кораис, Адамантиос, Найденные посмертные записи- Αδαμαντίου Κοραή Τα μετά θάνατον ευρεθέντα συγγραμμάτια, / Βουλή μεν και δαπάνη της εν Μασσαλία Κεντρικής Επιτροπής Κοραή, επιμελεία δε Ανδρέου Ζ. Μάμουκα συλλεγέντα τε και εκδιδόμενα.
- Библиотека Андреаса Мамукаса- Η Βιβλιοθήκη Ανδρέου Ζ. Μάμουκα γενικού γραμματέως εν τω Υπουργείω των εκκλησιαστικών.
- Разрушение Хиоса — «Η καταστροφή της Χίου», δημοσιεύθηκε στον Γ' τόμο του περιοδικού «Εβδομάς» το 1886[3]

## Примечание
1. 1 2  Andreas Z. Mamoukas // Faceted Application of Subject Terminology
2. 1 2  Andreas Z. Mamoukas // opac.vatlib.it (англ.)
3. 1 2 3 4  Λήμμα Μάμουκας (Ανδρέας), Εγκυκλοπαιδικόν Λεξικόν, Εκδοτικός Οίκος «Ελευθερουδάκης Α.Ε.», Αθήνα, τόμος 9ος, 1930
4. ↑  Κλάδος, Α.Ι. Εφετηρίς (Almanach) του Βασιλείου της Ελλάδος δια το έτος 1837 115 (1837). Дата обращения: 7 января 2011.
5. ↑  Το ιστορικό αρχείο της Ιεράς Συνόδου της Εκκλησίας της Ελλάδος. Дата обращения: 23 июня 2021. Архивировано 21 января 2021 года.
6. ↑  Πρακτικά των συνεδριάσεων της Βουλής κατά την πρώτην σύνοδον της δευτέρας βουλευτικής περιόδου, Τόμος Πρώτος, Εν Αθήναις, εκ του Δημοσίου Τυπογραφείου, 1847, σελ. 72
7. ↑  Αθανάσιος ο Πάριος, Όσιος (1722-24.6.1813), 24 Ιουνίου Архивная копия от 12 августа 2011 на Wayback Machine, Ιερά Μητρόπολη Θεσσαλονίκης
8. ↑  Η καταστροφή και οι σφαγές της Χίου. Дата обращения: 26 мая 2011. Архивировано из оригинала 28 марта 2010 года.